# Philip Rosenstand-Goiske
Johan Philip Kneyln Rosenstand-Goiske (6. december 1754 – 29. maj 1815) var en dansk toldkammerdeputeret, bankdirektør og journalist.
Rosenstand-Goiske var søn af professor i teologi Peder Rosenstand-Goiske (død 1769) og blev født i København. Ved faderens død sendtes han til Roskilde Latinskole, hvorfra han dimitteredes 1772, Han studerede først teologi, prædikede også flere gange, men forandrede derefter ved tilstødende omstændigheder livsretning.
1781 fik han ansættelse som kopist i det vestindisk-guineiske Rente- og Generaltoldkammer og gennemgik nu embedsstigens samtlige trin, (1782 fuldmægtig, 1791 Sekretær i Kollegiets Kammerkancelli, 1797 Kommitteret), således at han 1809 blev deputeret i samme kollegium og beklædte denne stilling, indtil han i januar 1813 ved Rigsbankens oprettelse blev direktør ved denne; dog vedblev han til sin død at varetage de vestindiske sager i Kollegiet. 1797 var han blevet kammerråd, 1805 justitsråd, 1809 etatsråd og 1812 konferensråd.
Desuden havde han sæde i forskellige direktioner, særlig under landets finansstyrelse. Han nød anseelse som en udmærket duelig og samvittighedsfuld embedsmand, i hvem regeringen havde god støtte.
Med hensyn til litterær virksomhed har Rosenstand-Goiske foruden lejlighedsskrifter kun udgivet (anonymt) Forsøg til en Lærebog i Religionen (1790) til brug for skolerne på de vestindiske øer. Ved de angreb, som hans svoger dr. Christian Bastholm var genstand for, fandt han sig gentagne gange foranlediget til at træde i skranken for vennen og den beundrede prædikant, men rigtignok anonymt; det skete 1782 i striden om Bastholms oversættelse af det Nye Testamente med et spottende indlæg mod Laurids Smith og 1785 i den store liturgiske fejde.
Han var medudgiver af Borgervennen 1792-95 og leverede adskillige bidrag til dette ugeskrift. Med varme talte han bondefrihedens sag og udgav et lejlighedsskrift herom 1791 i anledning af de jyske jorddrotters adresse til kongen.
I Landhusholdningsselskabet blev han flere gange valgt til præsident. Som festtaler havde han vundet stort ry; Knud Lyne Rahbek kan ikke finde stærke udtryk nok til at tolke sin beundring i så henseende. Flere af hans mindetaler over afdøde og taler ved årsfester foreligger trykte.
Det, han er mest kendt for i nyere tid, er dog hans håndskrevne Maanedlige Efterretninger, som han regelmæssigt sendte til danskere i Vestindien. Efterretningerne var en slags privat nyhedsformidling af begivenheder og rygter i Danmark, fortrinsvis København, og begyndte at udsendes i skrevne hæfter i 1783 og fortsatte frem til 1791. For en fastsat sum kunne modtagerne læse byrygter, litteraturformidling og meget andet, efterhånden afskrev han også avisnotitser fra danske og udenlandske blade. Inden han afsendte sine efterretninger, afskrev han dem i en række hæfter. De kom efter hans død i vennen Ove Mallings eje og findes i dag i Manuskriptsamlingen på det Kongelige Bibliotek, dog kun årgangene 1785-91, de to første årgange findes ikke mere.
Efterretningerne er i dag en værdifuld kilde til at få indblik i, hvad dagens samtaleemner var i den periode, også selv om en del af efterretningerne udelukkende er rygter, hvoraf nogle senere kunne afkræftes. Litteraturhistorikeren Holger Ehrencron-Müller har udgivet et udvalg af efterretningerne i årsskriftet Historiske Meddelelser om København.
I de 2 sidste leveår var hans helbred nedbrudt; midt under sine forretninger i Rigsbanken fik han et apoplektisk anfald, som et par uger efter endte hans liv. Han var 2 gange gift: 1. med Henrica (Henriette) f. Erichsen (død 1790), datter af dr. med. Johann Gottfried Erichsen i Bergen og ældre søster til digteren Christen Prams hustru; hun havde været lærerinde i Tyge Rothes hus; 2. (1797) med Louise Judite f. Kaas (død 1818), datter af kontreadmiral Wolfgang Kaas. Datteren af sidste ægteskab var gift med historikeren Caspar Paludan-Müller.